# 甲型駆逐艦
甲型駆逐艦（こうがたくちくかん）は、大日本帝国海軍の駆逐艦の艦型の一つである。陽炎型駆逐艦と夕雲型駆逐艦と合わせて甲型駆逐艦と呼ばれる。

## 概要
甲型駆逐艦は軍縮条約の制限に縛られず、友鶴事件と第四艦隊事件の教訓を活かして復元性能・船体強度にも留意した、日本海軍の艦隊型駆逐艦の集大成と言える駆逐艦級。

## 計画
日本海軍は1939年（昭和14年）に昭和十四年度海軍軍備充実計画（通称④計画）を策定し、その中で駆逐艦（甲）18隻分の予算が成立した。うち最初の4隻（第112号艦から第115号艦）は③計画（1937年計画）に引き続き陽炎型として建造されたが、陽炎型は当初35ノットの計画速力に達せず、第116号艦（後の夕雲）からは艦尾の延長など改設計を施したものを建造する。これらは艦艇類別等級表でも別型の夕雲型とされ、同計画では11隻（第116号艦から第124、126、127号艦）が建造された。また、1隻を駆逐艦（丙）として島風（第125号艦）が建造されている。第128、129号艦は大和型戦艦（第110、111号艦）の建造予算を秘匿するためのものであり、建造されていない。
これに続く1941年（昭和16年）に策定された第五次海軍軍備充実計画（通称⑤計画）では、当初夕雲型に続く次世代型の艦隊型駆逐艦として島風型駆逐艦16隻を建造する予定であった。だが、対アメリカ戦の軍備拡充が急速に必要であったことから、同年に策定された戦時急造の計画（通称マル急計画）で夕雲型16隻が追加計画され、変更がなければ島風型16隻と夕雲型16隻の追加建造となるはずであった。

## 以降の駆逐艦
- 乙型駆逐艦については秋月型駆逐艦を参照。
- 丙型駆逐艦については島風 (島風型駆逐艦) を参照。
- 丁型駆逐艦については松型駆逐艦を参照。